# Koljeno
Koljeno (cyr. Кољено) – wieś w Czarnogórze, w gminie Rožaje. W 2011 roku liczyła 701 mieszkańców.